# جون ستيوارت (مغني أوبرا)
جون ستيوارت (بالإنجليزية: John Stewart)‏ هو مغني أوبرا أمريكي، ولد في 31 مارس 1940 في كليفلاند في الولايات المتحدة.

## وصلات خارجية
- جون ستيوارت على موقع IMDb (الإنجليزية)
- جون ستيوارت على موقع ميوزك برينز (الإنجليزية)